# Dusona pygmaea
Dusona pygmaea är en stekelart som beskrevs av Gupta 1977. Dusona pygmaea ingår i släktet Dusona och familjen brokparasitsteklar. Inga underarter finns listade i Catalogue of Life.